# Oldřich František Korte
Oldřich František Korte (26. dubna 1926 Šaľa, Československo – 10. září 2014 Praha) byl hudební skladatel, klavírista, kritik, publicista a fotograf.

## Život
Působil jako klavírista, své klavírní skladby nahrával na gramofonové desky a CD disky v různých místech Evropy s mnoha předními orchestry a světově významnými dirigenty. Pracoval též jako skladatel scénické hudby, spolupracoval s celou řadou předních choreografů a divadelních režisérů (Alfréd Radok, Pavel Šmok, Evald Schorm). Působil také jakožto klavírista v Laterně magice (kde alternoval s Rudolfem Roklem a Jiřím Šlitrem). Působil též jako odborný hudební kritik v denním tisku, psal eseje, rozhlasové pořady, scénáře. Vydal knihu Chodící legendy, o velkých postavách 20. století. Moderoval též svůj vlastní televizní pořad s názvem Pouť za vnitřním poselstvím. Působil jakožto odborný poradce v mnoha kulturních institucích.
Kromě hudby a publicistiky se také zabýval studiem parapsychologie a doprovodných parapsychologických jevů. Byl velkým znalcem a propagátorem díla skladatele Bohuslava Martinů, působil jakožto člen správní rady nadace pojmenované po tomto významném českém hudebním skladateli. Ve svém životě ať už dobrovolně, či nedobrovolně vystřídal mnoho různých povolání a profesí. Byl politickým vězněm, lesním dělníkem, topičem na lokomotivě, zemědělským pomocníkem, závozníkem, stavebním dělníkem, filmovým hercem (např. v Radokově filmu Dědeček automobil), žurnalistou, cestovatelem i fotografem. Jeho syn, Daniel Korte, byl poslancem Sněmovny Parlamentu ČR za TOP 09.

## Hudební dílo

### Orchestrální tvorba
- Symfonietta pro velký orchestr (1945–47), 21'
- Příběh fléten. Symfonické drama (1949–58), 16'
- Retrospektivy. Suita pro dechový orchestr, harfu a bicí nástroje (1971), 12'
- Kouzelný cirkus. Variační suita pro velký symfonický a dechový orchestr (1977), 14'
- Canzona a Ritornel pro Musiku Bohemiku (1979), 6'
- Zrcadlení. Šest proměn pro velký orchestr (1981–84), 22'
- Concerto grosso pro trubky, flétny, klavír a smyčce (1954–85), 25'

### Komorní tvorba instrumentální a vokální
- Pijákovy proměny. Klavírní variace (1944), 5'
- Exkurze. Cyklus instruktivních skladeb pro klavír (1943–46), 14'
- Momentky. Charakteristické klavírní variace (1946), 10'
- Pět tanečních parodií pro klavír (1944–47), 6'
- Chvála smrti. Cyklus miniatur pro flautolettu a metalofon (1948), 8'
- Tří kánonické tance pro hoboj a cembalo (1944–54), 7'
- Sonáta pro klavír (1951–53), 15'
- Trobadorské zpěvy pro sóla, sbor a instrumentální skupinu na původní texty z 12.–14. století (Petrarca, occitanská a staročeská lyrika, minnesang; česká verze v přebásnění Petra Kopty) (1965), 21'
- Filosofické dialogy pro housle a klavír (1961–75), 16'
- Dybl-Dabl-Rock pro sólový zpěv a bigband nebo combo (1977), 3'
- Deset písní pro hradní zvonkohru (1980), 7'

### Jevištní tvorba
- Orbis. Balet (1943)
- Hudba k dramatu M. Gorkého Poslední (1965–66)
- Hudba k Molièrově hře Misanthrop (1968)
- Piráti z Fortunie. Muzikál pro mládež na libreto a texty M. Garguly a P. Novotného (1970–73),

### Jevištně-filmová hudba k celovečerním programům Laterny Magiky
- Kouzelný cirkus (1976–77)
- Jednoho dne v Praze (1981–82)

## Spolupráce s interprety, výběr
- Ivan Moravec
- Josef Suk
- Karel Ančerl
- Maurizio Pollini
- Christoph Eschenbach
- Lovro von Matačić
- Charles Mackerras
- Česká filharmonie
- Symfonický orchestr Bavorského rozhlasu
- Orchestre de la Suisse Romande

## Práce pro divadlo

### s Alfédem Radokem
- Národní divadlo Praha
- Müncher Kammerspiele – Bavorsko
- Folkteatre Göteborg – Švédsko

### s Evaldem Schormem
- Laterna magica Praha

### s Pavlem Šmokem
- Divadlo ABC Praha
- Theater an der Wien